# Hippolyte (mythologie)

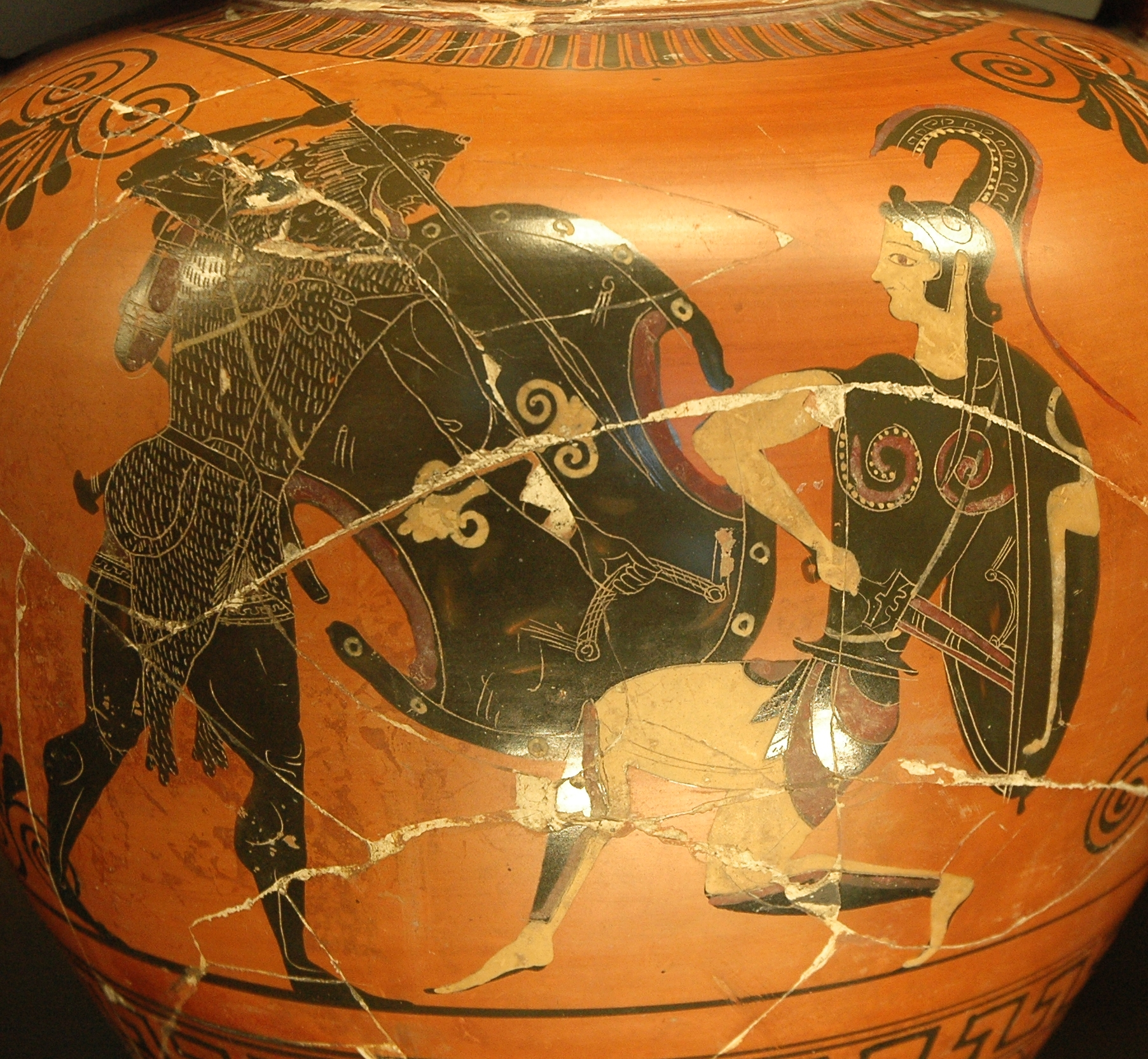
Het gevecht tussen Herakles en Hippolyte.

Hippolyte of Hippolyta (Ἱππολύτη, spreek uit: Hippolutè) was de koningin van de Amazonen uit de Griekse mythologie. Ze was erg moedig en stond bekend om haar krijgshaftigheid op haar paard. Aan Acastus baarde zij Sterope.
De naam Hippolyte betekent "bevrijder van paarden", van het Griekse woord "hippos", wat "paard" betekent, gecombineerd met "luein", wat "losmaken" betekent.
Herakles had als opdracht gekregen de gouden gordel van Hippolyte te bemachtigen. De koningin had deze gordel eens gekregen van Ares, de oorlogsgod, vanwege haar moed. Herakles werd gastvrij ontvangen door de koningin. Hippolyte bewonderde deze knappe, sterke man en stond vrijwillig haar gordel af.
Maar er was geen rekening gehouden met de altijd jaloerse Hera. Deze godin vermomde zich als Amazone en stookte het vrouwenvolk op met het verhaal dat Herakles hun geliefde koningin wilde schaken. Meteen grepen de Amazones hun wapens, sprongen op hun paarden en stonden klaar voor de aanval. Er volgde een grote strijd waarbij Herakles Hippolyte doodde en zo alsnog haar gordel bemachtigde.
Nemeïsche leeuw · 
Hydra van Lerna · 
Hinde van Keryneia · 
Erymanthisch zwijn · 
Stallen van Augias · 
Stymphalische vogels · 
Stier van Kreta · 
Vleesetende paarden van Diomedes · 
Gordel van Hippolyte · 
Kudde van Geryones · 
Gouden appels van de Hesperiden · 
Kerberos